# Idrac-Respaillès
Idrac-Respaillès is een gemeente in het Franse departement Gers (regio Occitanie) en telt 201 inwoners (1999). De plaats maakt deel uit van het arrondissement Mirande.

## Geografie
De oppervlakte van Idrac-Respaillès bedraagt 13,3 km², de bevolkingsdichtheid is 15,1 inwoners per km².
De onderstaande kaart toont de ligging van Idrac-Respaillès met de belangrijkste infrastructuur en aangrenzende gemeenten.

## Demografie
Onderstaande figuur toont het verloop van het inwonertal (bron: INSEE-tellingen).